# Ian Rush
Ian Rush MBE (* 20. Oktober 1961 in Flint) ist ein ehemaliger walisischer Fußballspieler und Trainer. Er spielte insgesamt 15 Jahre beim FC Liverpool und ist Rekordtorschütze des Vereins. Mit Liverpool gewann er fünf Mal die englische Meisterschaft und zwei Mal den Europapokal der Landesmeister. Er spielte 73 Mal für die Walisische Nationalmannschaft.

## Karriere

### Verein
Rushs Karriere begann 1978 bei Chester City in der Football League Third Division. In der Folgezeit etablierte sich der junge Angreifer zum Stammspieler und Torgaranten für sein Team. Schließlich wurden die englischen Spitzenklubs auf den Jung-Kicker aufmerksam. 1980 wechselte er zum FC Liverpool, wo Rush seine größten Erfolge hatte. Rush erzielte für Liverpool 229 Tore in 469 Ligaspielen und wurde mit den „Reds“ 1982, 1983, 1984, 1986 und 1990 englischer Meister. Damit ist er der beste Torschütze in der Vereinsgeschichte des FC Liverpool. Zudem gewann er 1986, 1989 und 1992 den FA Cup sowie 1981 und 1984 den Europapokal der Landesmeister. 1984 war auch sein persönlich erfolgreichstes Jahr, da er in diesem Jahr Englands Fußballer des Jahres und überdies Europas erfolgreichster Torschütze des Jahres wurde (mit 32 Treffern). In der Saison 1987/88 machte er einen Abstecher nach Italien zu Juventus Turin, wo er allerdings nicht glücklich wurde. Später in seiner Laufbahn war er noch für Leeds United, Newcastle United und den FC Wrexham aktiv.
Als Anerkennung für seine Erfolge und Verdienste wurde er im Jahr 2006 in die English Football Hall of Fame aufgenommen. Im selben Jahr wählten über 110.000 Liverpool-Fans ihre persönlichen Top 100 Spieler des Clubs („100 players who shook the Kop“). Ian Rush landete hinter Kenny Dalglish und Steven Gerrard und noch vor Robbie Fowler sowie John Barnes auf Rang drei.

### Nationalmannschaft

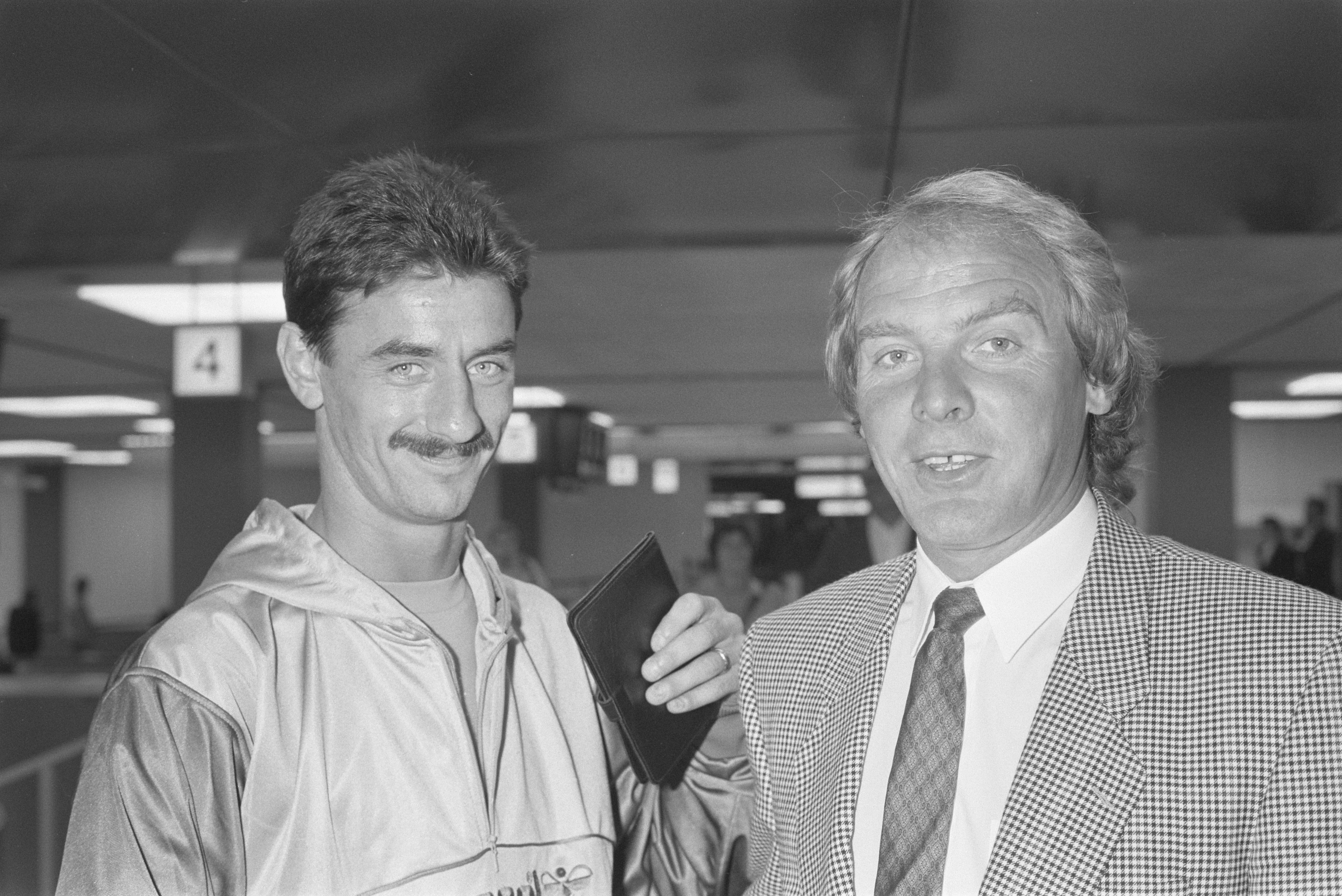
Ian Rush mit dem walisischen Nationaltrainer Terry Yorath im September 1988

Er spielte auch für die walisische Nationalmannschaft und erzielte in 73 Länderspielen 28 Tore. An einer Weltmeisterschaft oder Europameisterschaft nahm er nicht teil.

## Erfolge

### Verein
- Englischer Meister mit FC Liverpool: 1982, 1983, 1984, 1986, 1990
- FA-Cup-Gewinner mit FC Liverpool: 1986, 1989, 1992
- League Cup mit FC Liverpool: 1980/81, 1981/82, 1982/83, 1983/84, 1994/95
- Charity Shield mit FC Liverpool: 1983, 1986, 1990, 1991
- Pokal der Landesmeister mit FC Liverpool: 1981, 1984

### Individuell
- PFA-Nachwuchsspieler des Jahres: 1983
- PFA-Spieler des Jahres: 1984
- FWA-Spieler des Jahres: 1984
- Goldener Schuh: 1984
- First Division Torschützenkönig: 1984

## Trivia
- Rush erzielte 44-FA-Cup-Tore. Nur Henry Cursham, der zwischen 1877 und 1888 aktiv war, ist mit 49 Treffern besser.
- Rush hält mit fünf Treffern in FA-Cup-Finalspielen den Rekord.
- Zusammen mit Geoff Hurst ist Rush Rekordhalter für die meisten League-Cup-Tore (49).
- Mit insgesamt 346 Treffern für Liverpool hält Rush auch diesen Rekord. Ligatreffer für die Reds erzielte er 229, womit er hinter Roger Hunt (245 Tore) und Gordon Hodgson (233 Tore) auf Platz drei liegt.